# 博士の異常な愛情 または私は如何にして心配するのを止めて水爆を愛するようになったか
『博士の異常な愛情 または私は如何にして心配するのを止めて水爆を愛するようになったか』（はかせのいじょうなあいじょう またはわたしはいかにしてしんぱいするのをやめてすいばくをあいするようになったか、原題: Dr. Strangelove or: How I Learned to Stop Worrying and Love the Bomb）は、1964年のイギリスとアメリカ合衆国の合作によるのブラックコメディ映画。
冷戦時代のソビエト連邦とアメリカ合衆国の核戦争を風刺している。ピーター・ジョージの『破滅への二時間』（1958年）を原作に、スタンリー・キューブリックが監督を務め、ピーター・セラーズ、ジョージ・C・スコット、スターリング・ヘイドン、スリム・ピケンズらが出演する。
1998年にはアメリカン・フィルム・インスティチュートが発表したアメリカ映画のベストランキングで26位（2007年版では39位）、2000年には最も面白いアメリカ映画のリストで3位にランクインしている。1989年、アメリカ議会図書館は、「文化的、歴史的、美学的に重要」であるとして、アメリカ国立フィルム登録簿に保存する最初の25作品の一つに選ばれた。2003年以降、スティーヴン・ジェイ・シュナイダーの『死ぬまでに観たい映画1001本』に掲載されている。

## 概要
キューバ危機によって極限状態に達した冷戦の情勢を背景に、偶発的に核戦争が勃発し、人類滅亡に至るさまを描くブラックコメディ。政府や軍の上層部はほぼ全員が俗物ないし異常者として描かれる風刺劇でもある。
キューブリックが監督した最後の白黒作品である。本作品はピーター・ジョージの『破滅への二時間』という真面目な内容の小説を原作にしているが、キューブリックはストーリー構成段階で題材の観念そのものが馬鹿げたものだと思い直し、ブラックコメディとしてアプローチし直した。
本作品は、キューブリックの代表作の一つと位置づけられている。アイロニカルな姿勢は、同時期に撮られた同テーマのシドニー・ルメットの『未知への飛行』のヒロイズムを含んだ感傷性とは一線を画している。『2001年宇宙の旅』（1968年）、『時計じかけのオレンジ』（1971年）とひとまとめにして「SF3部作」と呼ばれることもあるが、この関連づけがキューブリック本人の構想にもとづくことを示す資料は発見されていない。

## あらすじ
冒頭にアメリカ空軍による「映画はフィクションであり、現実には起こりえない」との趣旨の解説と、一年以上に渡って西側諸国高官の間に「ソ連が『皆殺し装置』なる最終兵器を完成させた」という噂が流れているという内容のナレーションが流れる。
ある日、アメリカ空軍戦略航空軍団第843爆撃隊が所属するバープルソン空軍基地の司令官リッパー准将が精神に異常をきたし、警戒飛行中だった第843爆撃隊のB-52戦略爆撃機34機に対して、本来政府中枢が敵の先制攻撃を受けて混乱した場合に下級指揮官が独自の判断でソ連への報復核攻撃を行うことができる「R作戦」を実行するよう命令すると、基地に戦時体制を発令して立て篭もった。バープルソン空軍基地に連絡将校として派遣されていたイギリス空軍のマンドレイク大佐は偶然にも戦争状態でないことを知り、リッパー准将にB-52を引き返させるよう進言するが拒否される。マンドレイク大佐は自身の権限によってB-52を引き返させようとするが、逆にリッパー准将が閉じこもる執務室に軟禁されてしまい、彼の話し相手となった。「R作戦」に従いソ連への攻撃に出撃したB-52に搭載された核兵器の威力はそれぞれ50メガトン、第二次世界大戦で使用された全爆弾・砲弾の16倍の破壊力を有していた。
バープルソン空軍基地の状況とB-52出撃を知ったアメリカ政府首脳部（マフリー大統領、タージトソン将軍を始めとする軍高官、大統領科学顧問兼兵器開発局長官のストレンジラヴ博士など）は、ペンタゴンの戦略会議室に集結して対策を協議する。反共主義者のタージトソン将軍はマフリー大統領に対し、これに乗じてソ連に対して先制核攻撃を開始するよう提言するが、マフリー大統領は先制攻撃は自国のスタンスに反すること、虐殺者にはなりたくないとしてこれを拒否する。マフリー大統領はあえて駐米ソ連大使のサデスキーを呼ぶことにし、機密漏洩を危惧して反対するタージトソン将軍を押し切ってサデツキー大使を会議室に招いた。
マフリー大統領はサデスキー大使同席の元、ソ連首相にホットラインで爆撃機の件を告げ、もしアメリカ側がB-52の呼び戻しに失敗した際は、それらを撃墜するよう依頼する。しかし、直後にホットラインを代わったサデツキー大使は、ソ連首相から、核攻撃を受けた場合、数十発のコバルト爆弾を自動で爆発させることで半減期が極めて長い放射性降下物を発生させ、地球上の全生物を絶滅させる「皆殺し装置（終末兵器の一種）」を実戦配備したことを告げられる。サデツキー大使から皆殺し装置のことを告げられたマフリー大統領は解体できないのかと聞くが、サデツキー大使はもし解体しようとすれば作動してしまうことを告げる。マフリー大統領になぜそれを作ったのかを聞かれ、「反対もあったが、軍拡競争や宇宙開発競争に比べれば一番安く済む」「アメリカも同種のシステムを作っていると聞いた。こちらも持たなければ困る」と言うサデツキー大使の言葉を聞いたマフリー大統領は、ストレンジラヴ博士に本当に皆殺し装置を作っているかどうかを聞く。ストレンジラヴ博士は自分も皆殺し装置の製作を検討したがこれは戦争回避には役立たないと判断したと言いつつ、皆殺し装置の構造を淡々と解説する。しかし、ストレンジラヴ博士にも解けない疑問があり、そこに至ると博士は興奮して「皆殺し兵器はその存在を公表しなければ意味をなさない。それなのにソ連はなぜ公開しなかったのか！」とサデツキー大使に迫る。サデツキー大使は「近日公表する予定だった。首相は人を驚かすのが趣味だ」と説明した。この協議が続いている間にもリッパー准将麾下のB-52は進撃を続けていた。
「R作戦」が発動された際、B-52の一般通信回路は敵の謀略電波に惑わされないために、規定に従い「CRM114」（以下、CRM装置）と呼ばれる特殊暗号無線装置に接続される。このCRM装置は通信をまったく受け付けず、従って通常の場合爆撃機を引き返させることは不可能であった。CRM装置は例外として3文字の暗号を送信することによって解除できるのだが、その暗号は当のリッパー准将しか知らず、総当たり方式で解読しようにも暗号は1万7000通りあるため、該当暗号を特定するためには2日半かかってしまう。
アメリカ政府はリッパー准将からCRM装置の暗号を聞き出すため、バープルソン空軍基地にアメリカ陸軍の空挺部隊を向かわせるが、戦時体制下にある基地内のアメリカ兵は空挺部隊を味方に偽装した敵部隊であるとして攻撃を開始し、味方同士による戦闘が開始される。リッパー准将はマンドレイク大佐に、水道水フッ化物添加は共産主義の謀略だという陰謀論を延々と話すが、その後いよいよ兵士が准将の執務室に迫ってきたという時、大佐に日本人から拷問を受けた話を聞き、自分は耐えられそうもないと言ってバスルームで自殺してしまう。

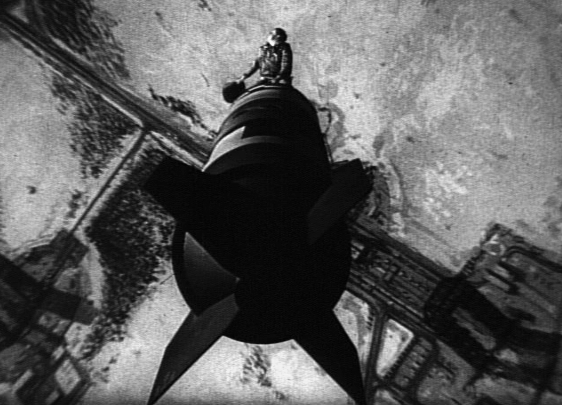
核爆弾にまたがりながら落下するコング少佐

その後、リッパー准将の話を分析したマンドレイク大佐によってB-52のCRM装置の暗号が解読される。マンドレイク大佐はリッパー准将を連行しにやってきた陸軍のグアノ大佐を半ば脅迫し、コカ・コーラの自販機を撃ち抜かせて電話代を手に入れると、ペンタゴンの戦略会議室に暗号を通報する。この暗号を使用して戦略航空軍団司令部はB-52に攻撃中止を命令することに成功し、その時に応答があった30機のB-52が基地へと引き返し始めた。残りの4機はソ連側の迎撃に遭って撃墜されたものと思われていたが、そのうちコング少佐らが乗り込むB-52だけは対空ミサイルを被弾して損傷しながらも進撃を続けていた。しかも被弾時にCRM装置の機密保持装置が作動した結果、CRM装置が通信回路もろとも自壊してしまったため、帰還命令を受信出来ないままであった。
レーダーに捕捉されないよう低空飛行を続けたことにより燃料を浪費して当初の目標地点への攻撃ルートでは脱出する燃料がないため、コング少佐たちのB-52は最も近いICBM基地への攻撃に切り替え、ソ連への核攻撃を行う。断線によって爆弾の投下口が開かない非常事態に、熱血漢のコング少佐は核爆弾にまたがりながら配線を再接続するが、故障が直るや否や爆弾は投下されてしまい、コング少佐はカウボーイよろしく爆弾にまたがったまま落ちてゆく。そして、投下された核爆弾はコング少佐諸共炸裂した。
皆殺し装置が起動し、人類を含む全生物が10ヶ月以内に絶滅することに一同が暗澹とする中、ストレンジラヴ博士は選抜された頭脳明晰な男性と性的魅力のある女性、そしてもちろん国家の指導部を地下の坑道に避難させることにより人類を存続させうると熱弁をふるう。タージドソン将軍は博士の「地下帝国」案を激賞するとともに、「ソ連も地下帝国を準備しているかもしれない。地下帝国競争でも我々は勝たねばならない！」と叫ぶ。一方、サデツキー大使は身についたスパイ根性が抜けず、隙をみて隠しカメラで戦略会議室の作戦パネルを撮影する。ストレンジラヴ博士は自分の「地下帝国」案に興奮するあまり車椅子から立ち上がり、「総統！私は歩けます！」と絶叫する。ラストはヴェラ・リンが歌う第二次世界大戦時代の流行歌『また会いましょう』の甘いメロディが流れる中、核爆発の映像が繰り返し流され、人類滅亡を暗示させるシーンで終わる。

## 登場人物
ストレンジラヴ博士（Dr. Strangelove）
演 - ピーター・セラーズ
大統領科学顧問・兵器開発局長官。核戦争の専門家。かつてはナチス・ドイツの科学者で、ペーパークリップ作戦でアメリカに渡り帰化している。名前は帰化する際にドイツ名「Merkwürdigliebe」をそのまま英語に直訳したもの。足が不自由なため車椅子に乗っている。主人公ながら他の登場人物と比較しても出演シーンは短い。しかし、緊急事態にも薄気味悪い笑みを浮かべて終始一貫して恐れを見せず、むしろ楽しげに持論を披露し、何度も大統領を総統と呼び間違え、興奮気味になると義手の右手が勝手に動きそうになり、それを左手で何とか押さえつけるなどの奇行（エイリアンハンド症候群）が目立つ。
ジャック・D・リッパー准将（Brigadier General Jack D. Ripper）
演 - スターリング・ヘイドン
アメリカ空軍戦略航空軍団・バープルソン空軍基地司令官。常軌を逸した国粋主義者で、反共や反ソが極限に達し妄想に取り付かれた挙句、独断で基地に所属する爆撃機部隊にソ連への核攻撃を命令し、空軍基地に篭城する。そして顔色一つ変えず「共産主義者によって既にアメリカは侵食されている」「水道水フッ化物添加はアメリカ人の体内の『エッセンス』を汚染する陰謀だ」という陰謀論をマンドレイク大佐に説く。基地に空挺部隊が侵攻してきた際には、機関銃の銃身を素手で持って連射するという力業を発揮する。
モデルはキューバ危機の際、全面核戦争を覚悟してでもキューバ空爆を行うべきだと主張したカーチス・ルメイ空軍参謀総長。ジャック・D・リッパーという名前は、「切り裂きジャック事件」（ジャック・ザ・リッパー）をもじっている。
バック・タージドソン将軍（General Buck Turgidson）
演 - ジョージ・C・スコット
アメリカ統合参謀本部議長（劇中では「将軍」と呼ばれるだけで階級や役職名、所属は言及されていないが、階級章や劇中の人物の発言から空軍大将であると推察できる）。リッパー准将に劣らぬ反共主義者にしてジンゴイスト。
皆殺し装置の話を聞くまでは、リッパー将軍による常軌を逸した行動に乗じて報復される前にソ連に先制核攻撃すべきだとの強攻策を熱弁するタカ派であったが、爆撃機が撤退を開始したと聞くと皆に呼びかけて神に祈りを捧げる一面も持つ。会議中にやたらとガムを噛み続けたり、熱弁中に勢いあまって後ろに転ぶも立ち上がり、なおも熱弁する（これはヒトラーが演説中に興奮したときの癖と同じ）。
ライオネル・マンドレイク大佐（Group Captain Lionel Mandrake）
演 - ピーター・セラーズ
イギリス空軍大佐で、バーブルソン空軍基地への派遣将校。たまたまつけたラジオで戦争状態ではないことを知り、何度もリッパー准将の「越権行為」を正そうとする。過去に遭った事故により、片足が義足だという。もの静かな人物で機関銃の扱い方はわからない。第二次世界大戦中にビルマにおいて日本軍に拷問され、口を割らずにラングーン鉄道で線路を敷かされた経験があるらしい。この経験からか日本人を「ブタ」と罵倒しつつも「良いカメラを作る」と述べている。
マーキン・マフリー大統領（President Merkin Muffley）
演 - ピーター・セラーズ
アメリカ合衆国大統領。作中では数少ないまともかつ真面目な人物で、緊急事態において周囲に振り回される。
T・J・“キング”・コング少佐（Major T. J. "King" Kong）
演 - スリム・ピケンズ
リッパー将軍の部下でB-52のパイロット。血気盛んに核爆弾と共にソ連に投下され殉職する。
当初、このキャラクターもセラーズが演ずる予定だったが、撮影中の事故による負傷のため役を降り、ピケンズが代役を務めた。

## キャスト
| 役名                                | 俳優                           | 日本語吹替                                                                       | 日本語吹替         |
| 役名                                | 俳優                           | NETテレビ版                                                                      | ソフト版           |
| ----------------------------------- | ------------------------------ | -------------------------------------------------------------------------------- | ------------------ |
| ストレンジラヴ博士                  | ピーター・セラーズ             | 大塚周夫                                                                         | 山路和弘           |
| マンドレイク大佐                    | ピーター・セラーズ             | 愛川欽也                                                                         | 山路和弘           |
| マフリー大統領                      | ピーター・セラーズ             | 中村正                                                                           | 山路和弘           |
| タージドソン将軍                    | ジョージ・C・スコット          | 池田忠夫                                                                         | 宝亀克寿           |
| リッパー准将                        | スターリング・ヘイドン         | 家弓家正                                                                         | 佐々木勝彦         |
| "バット" グアノ大佐                 | キーナン・ウィン               | 吉沢久嘉                                                                         | 楠見尚己           |
| コング少佐                          | スリム・ピケンズ               | 富田耕生                                                                         | 辻親八             |
| アレクセイ・デ・サデスキー ソ連大使 | ピーター・ブル                 | 滝口順平                                                                         | 三木敏彦           |
| ロザー・ゾッグ少尉 / ソギー         | ジェームズ・アール・ジョーンズ | 田中信夫                                                                         | 魚建               |
| ミス・スコット                      | トレイシー・リード             | 渡辺典子                                                                         | 水落幸子           |
| スティンズ                          | ジャック・クレリー             | 寺島幹夫                                                                         | 田原アルノ         |
| ディートリッヒ                      | フランク・ベリー               | 青野武                                                                           | 田中一永           |
| カイベル                            | グレン・ベック                 | 中田浩二                                                                         | 上田陽司           |
| エース                              | シェイン・リマー               | 桑原たけし                                                                       | 斎藤志郎           |
| ゴールディ                          | ポール・タマリン               | 大竹宏                                                                           | 松原政義           |
| フェイスマン                        | ゴードン・タナー               | 勝田久                                                                           | 島香裕             |
| ナレーション                        | N/A                            | 矢島正明                                                                         | 田原アルノ         |
| 日本語版制作スタッフ                |                                |                                                                                  |                    |
| 演出                                | 演出                           | 小林守夫                                                                         | 壺井正             |
| 翻訳                                | 翻訳                           | 木原たけし                                                                       | 高間俊子           |
| 調整                                | 調整                           | 前田仁信                                                                         |                    |
| 制作                                | 制作                           | 東北新社                                                                         | グロービジョン     |
| 解説                                | 解説                           | 淀川長治                                                                         |                    |
| 初回放送                            | 初回放送                       | 1971年8月8日 『日曜洋画劇場』 21:00-22:56 ※キューブリックの要望で ノーカット放送 | 2003年11月28日収録 |

※「吹替洋画劇場 コロンビア映画90周年記念『博士の異常な愛情』デラックスエディション BD」には本編ディスクと別に、テレビ版吹替（再放送時のカット版のため正味92分）を収録した特典ディスクが付属している。

## 製作

### 企画

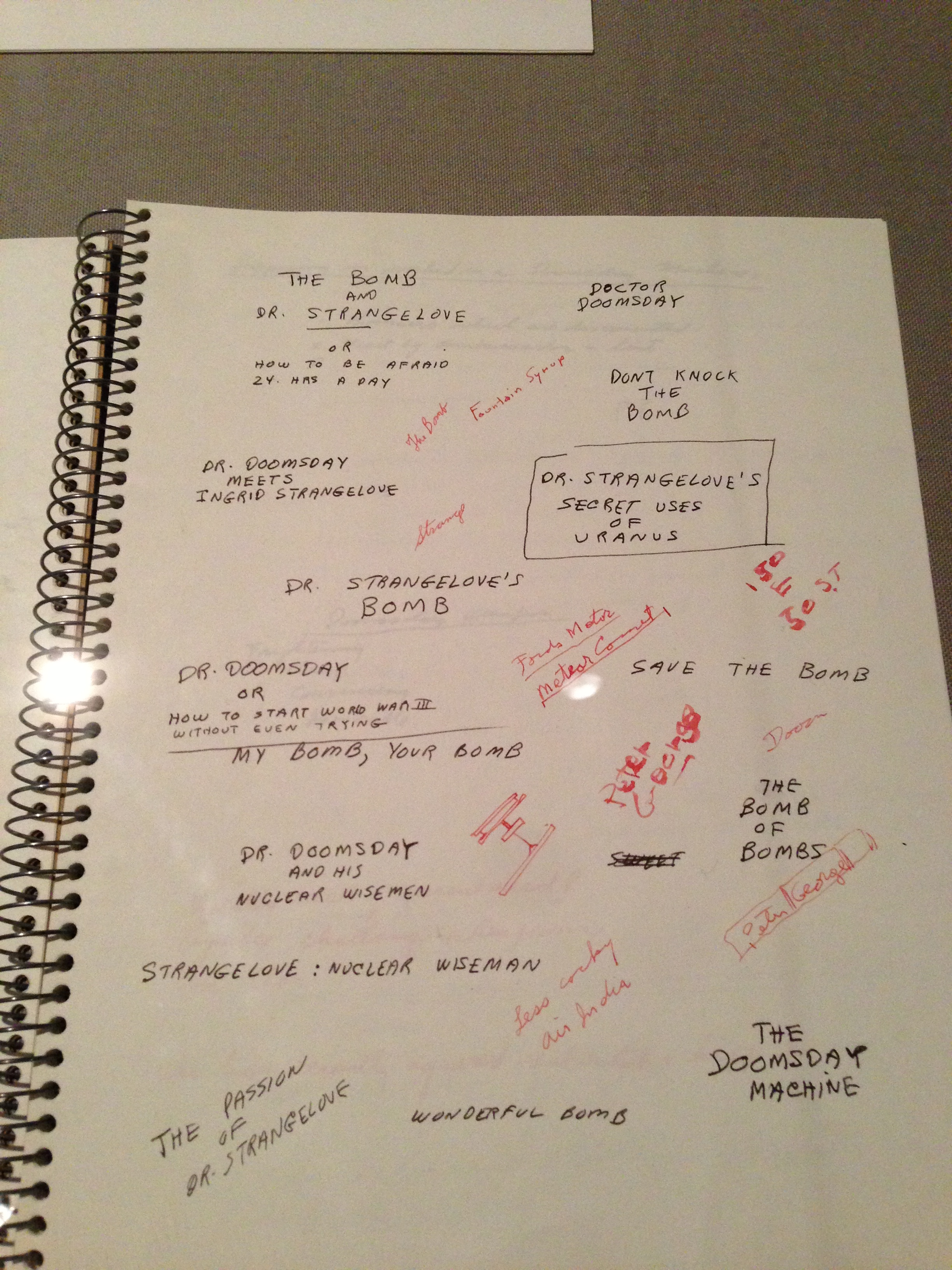
『博士の異常な愛情』のプロダクション・ノート

スタンリー・キューブリックは、「冷戦下の生存競争の中で作られた原子力に関する事故を題材にする」という漠然とした構想を基に映画化の企画を立案した。構想を練る中で、キューブリックは核兵器によって保たれている「恐怖の均衡」について理解を深め、特にランド研究所のアルバート・ウォルステッターがフォーリン・アフェアーズで発表した「際どい恐怖の均衡」に影響を受けたキューブリックは最初期の草稿でそのフレーズを採用していた。そんな中、国際戦略研究所の所長アラスター・フランシス・バカンからピーター・ジョージの『破滅への二時間』を勧められた。彼はノーベル経済学賞受賞者のトーマス・シェリングがオブザーバー紙面で称賛した『破滅への二時間』を気に入り、すぐに映画化の権利を取得した。シェリングによると、1960年後半にキューブリック、ジョージと会談したことが映画化のきっかけになったという。
キューブリックは、ジョージとのコラボレーションとして小説に基いて脚本を執筆した。彼は執筆を進める中で、シェリングとハーマン・カーンに何度か内容について相談している。当初は小説同様にシリアスなドラマとして執筆していたが、次第に相互確証破壊の中に喜劇を見出すようになり、脚本をブラックコメディに書き直していった。彼はその心境を以下のように述べている。
当初、キューブリックが考えていたタイトルには「Dr. Doomsday or: How to Start World War III Without Even Trying（シュウマツ博士　または如何にして第3次世界大戦を努力もせずに始められるか）」、「Dr. Strangelove's Secret Uses of Uranus（ストレンジラヴ博士の天王星の秘密の使い方）」、「Wonderful Bomb（素晴らしき水爆）」などというものがあった。彼は映画をブラックコメディに方針転換した後の1962年後半に、テリー・サザーンを脚本家として新たに迎え入れた。これは、サザーンの著書『マジック・クリスチャン』をピーター・セラーズから贈られたキューブリックが気に入ったためである。サザーンは1964年8月にライフ誌で「脚本の主要執筆者」として紹介された。これに憤慨したジョージは9月号に反論文を掲載し、自分が原作者であり10か月間にわたり脚本の執筆に携わったことを述べたうえで、「サザーンは短期間参加しただけ………キューブリックと私の脚本の手直しをしただけであり、映画のクレジットもキューブリックと私の後の3番目だった」と反論した。

### 撮影
撮影はロンドンのシェパートン・スタジオで行われたが、これは主演のセラーズが離婚協議中のためロンドンを離れられなかったためである。スタジオには主要な舞台となる3つのセット（最高作戦会議室、B-52のコックピット、リッパー准将のオフィスと廊下）が作られた。また、スタジオの外観は空軍基地に改造され、これらのセットは007シリーズのケン・アダムが担当し、撮影はギルバート・テイラー、編集はアンソニー・ハーヴェイとキューブリック（キューブリックはノンクレジット）、音楽はローリー・ジョンソン、特殊効果はウォーリー・ヴィーバーズが担当した。B-52の飛行シーンでは「ジョニーが凱旋するとき」が使用されている。製作中、キューブリックとセラーズは協力して撮影を指揮するようになった。
最高作戦会議室のセットは、キューブリックが気に入った案を採用して作られた。アダムは40メートル×30メートル、高さ11メートルの三角形状の部屋を作成した。この形状は、最も爆発に耐性のある形状だとキューブリックが判断したものを基に設計している。部屋の奥には、フレッド・アステアの映画のダンスシーンに触発された黒い光沢のある壁に映し出される巨大な戦略地図が配置された。また、部屋のテーブルには緑のラシャが敷かれていた（白黒映画のため判別はできない）。これは、核戦争の危機を「世界の運命を決めるポーカー・ゲームのようなもの」として風刺する意図があった。
B-52の核攻撃仕様の内部構造は軍事機密であったためアメリカ国防総省の協力が得られず、B-29とB-52の写真を参考にコックピットを作り出した。アメリカ空軍幹部が撮影終了後にセットに招待された際、「それはCRMのような小さな黒い箱さえ、全て正確に作られていた」と述べたという。あまりにも正確なセットのため、キューブリックはアダムたち美術チームがFBIの捜査対象になるのではないかと心配したという。

### キャラクター描写

#### ピーター・セラーズ

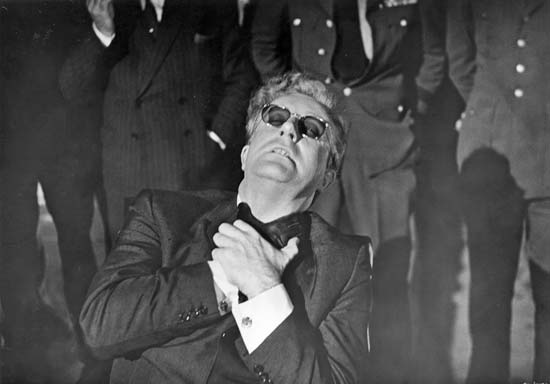
ストレンジラヴ博士

コロンビア ピクチャーズは、ピーター・セラーズが4役を演じることを条件に資金提供を同意した。これは、「キューブリックの監督作品『ロリータ』の成功はセラーズの演技によるところが大きい」と評価されたためである。また、セラーズは『ピーター・セラーズのマ☆ウ☆ス』で3役を演じた経験がある。キューブリックは、コロムビア側の提案を受け入れたものの、後年「このようなやり方は、映画の正規の方法ではない」と語っている。
セラーズはマフリー大統領、マンドレイク大佐、ストレンジラヴ博士の他にコング少佐を演じる予定だったが、彼は当初からコング少佐を演じることに消極的だった。演じる役が多過ぎることと、コング少佐のテキサス訛りを上手く表現できないことが理由だったという。キューブリックはセラーズに役を演じるように懇願し、脚本家でテキサス州出身のテリー・サザーンにテキサス訛りの台詞をテープに録音するように依頼した。セラーズはテープを聞いてテキサス訛りを習得して撮影に挑んだが、撮影中に足首を捻挫してしまい、狭いコックピット内に出入りすることが出来なくなり、コング少佐役を降板した。セラーズが演じた役の台詞は、大半がアドリブだったと言われている。

##### マンドレイク大佐

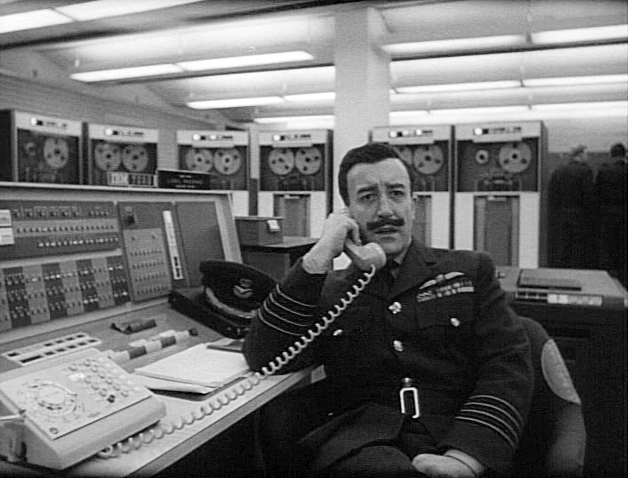
マンドレイク大佐

映画評論家アレクサンダー・ウォーカーによると、マンドレイク大佐はセラーズが演じた3役の中で最も簡単な役とされている。マンドレイク大佐は第二次世界大戦に従軍した義足のイギリス空軍将校という設定で、キャラクターはセラーズの友人テリー・トーマスや、義足のエース・パイロットのダグラス・バーダーをイメージしていると指摘している。

##### マフリー大統領

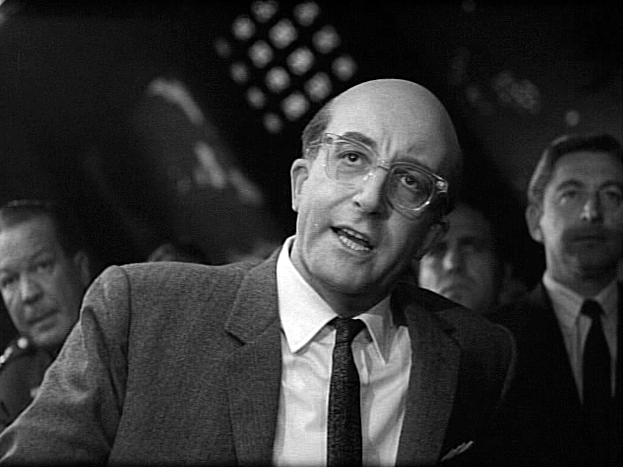
マフリー大統領

セラーズはマフリー大統領を演じるために、アメリカ中西部のアクセントを習得している。また、マフリー大統領を演じる際には、イリノイ州知事やキューバ危機時のアメリカ合衆国国際連合大使を務めたアドレー・スティーブンソンからインスピレーションを得て役作りをしたという。
撮影の際には風邪をひいたような声を出してマフリー大統領の貧弱さを強調し、スタッフの笑いを誘った。しかし、「マフリー大統領は真面目なキャラクターであるべき」と考えるキューブリックは、セラーズの漫画的な演技に不満を感じて撮り直している。

##### ストレンジラヴ博士

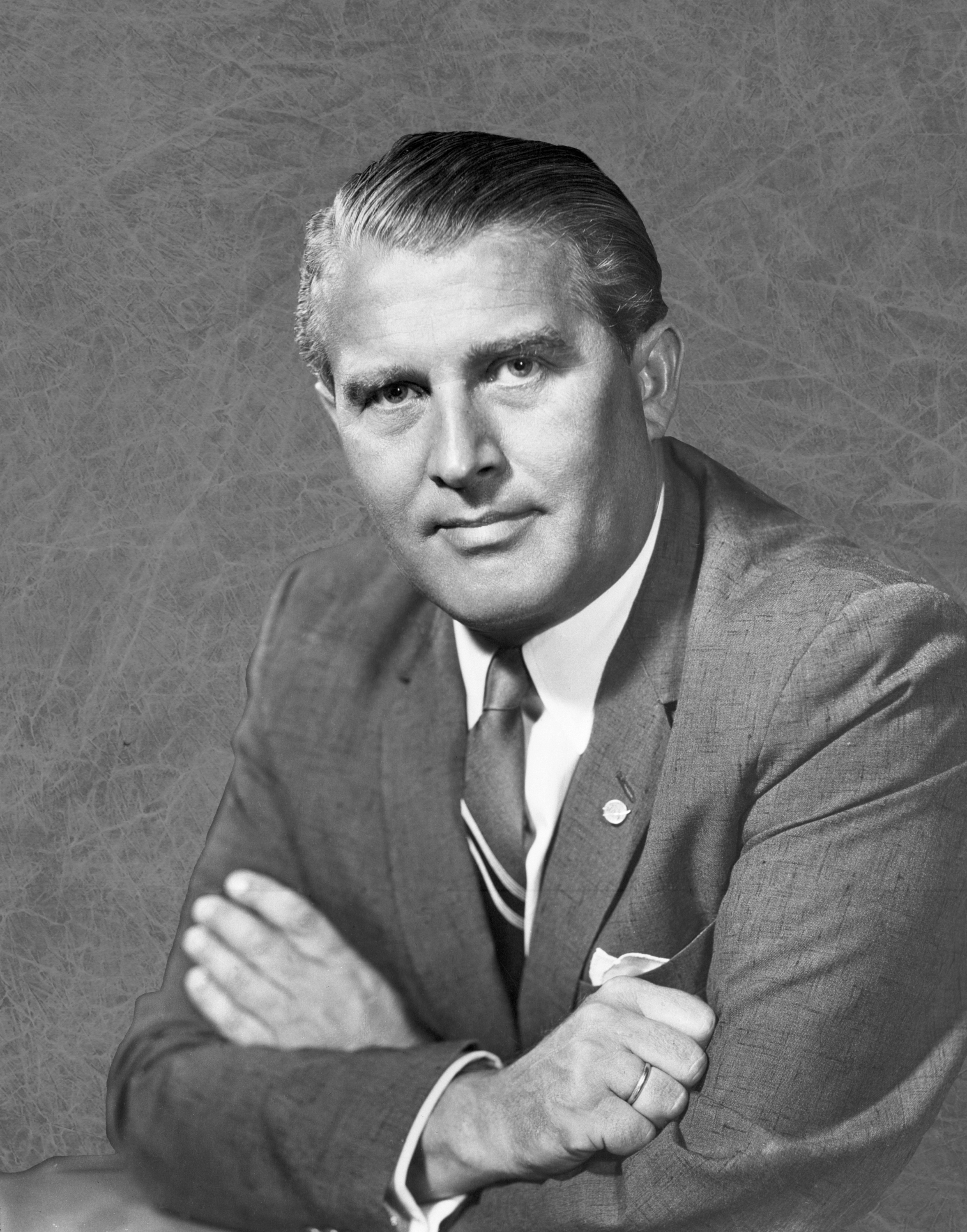
ヴェルナー・フォン・ブラウン

モデルには『熱核戦争論』の著者ハーマン・カーン、マンハッタン計画の参加者ジョン・フォン・ノイマン、ナチス政権下でV2ロケットを開発したヴェルナー・フォン・ブラウン、「水素爆弾の父」と呼ばれるエドワード・テラーが挙げられている。また、容姿やドイツから帰化したという経歴からヘンリー・キッシンジャーがモデルに挙げられるが、キューブリックとセラーズはこの説を否定している。セラーズは「ストレンジラヴ博士のモデルがキッシンジャーというのは事実ではありません。モデルはヴェルナー・フォン・ブラウンです」と述べている。
ストレンジラヴ博士のアクセントは、写真効果コンサルタントとしてキューブリックの元で働いたウィージー（オーストリア系アメリカ人）の影響を受けている。容姿は『メトロポリス』のロトワングをイメージしている他に黒手袋、ウェーブした頭髪、政治支配から逸脱した存在などの要素が取り入れられている。また、ストレンジラヴ博士は興奮するとナチス式敬礼をする癖があるが、ウォーカーによると、この演技はセラーズのアドリブであり、義手の右手にはめる黒手袋は、撮影直前にキューブリックから借りたものだという。

#### コング少佐

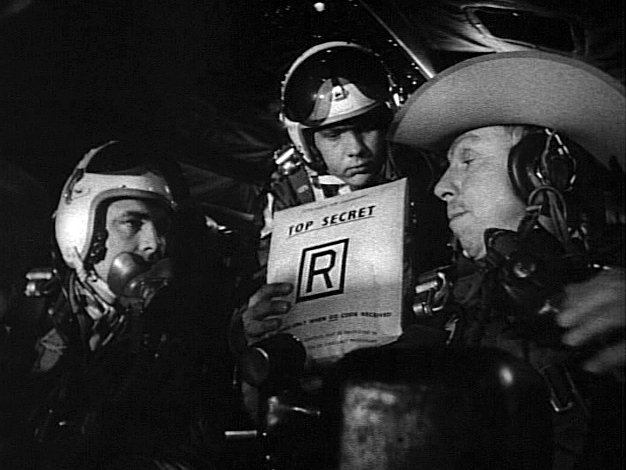
コング少佐（右）

セラーズの負傷により、コング少佐役には西部劇映画で活躍していたスリム・ピケンズが起用された。伝記作家リー・ヒルによると、最初はジョン・ウェインにオファーを出したが、断られたという。次にダン・ブロッカーにオファーを出したが、彼のエージェントは「脚本が共産主義寄り」として断っている。キューブリックはその後、『片目のジャック』への出演で存在を知ったピケンズを起用した。
それまでピケンズはマイナーなサブキャラクターを多く演じていたが、本作への出演をきっかけにキャリアを向上させた。彼は後年、「『博士の異常な愛情』への出演以降、楽屋と小切手の額が大きくなった」と語っている。

#### タージドソン将軍

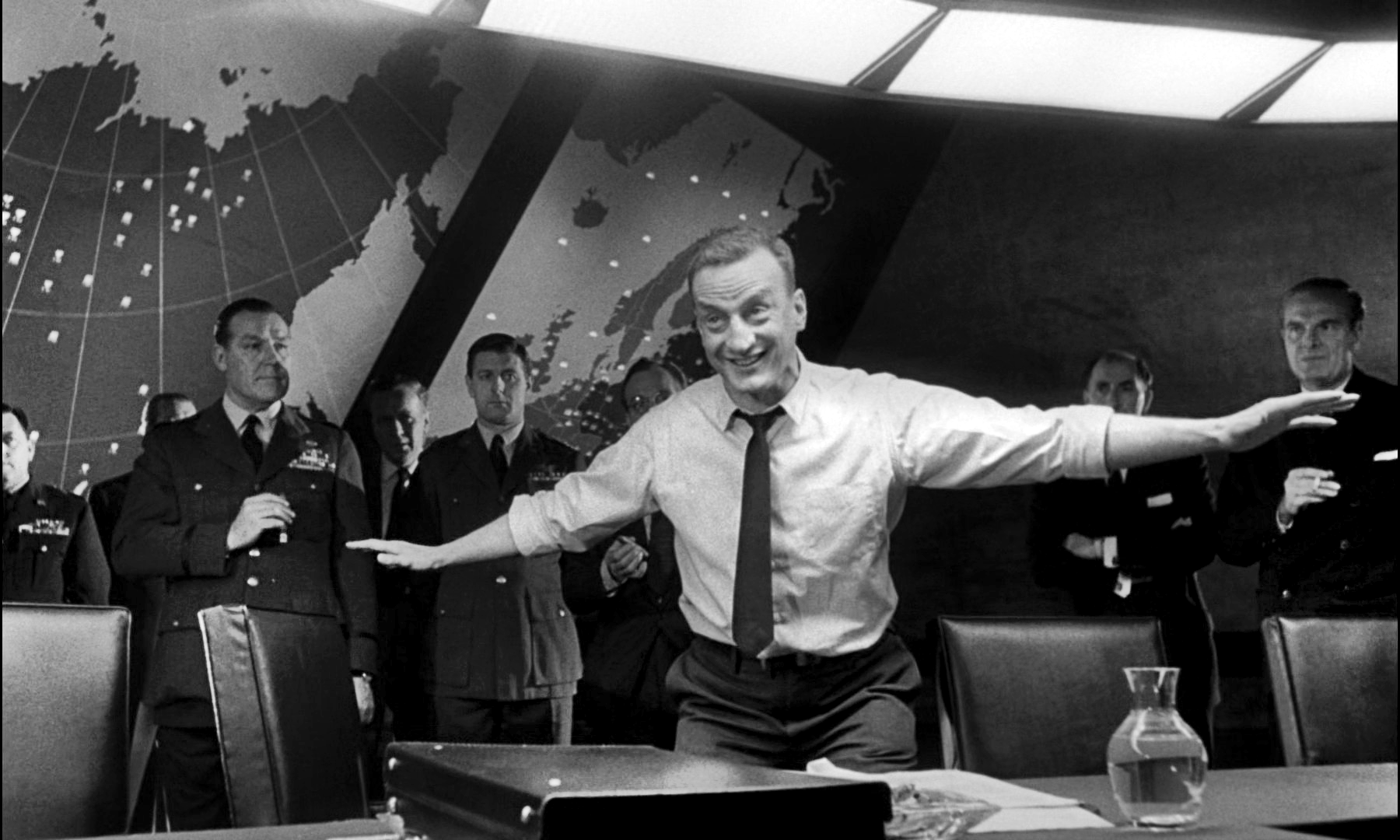
タージドソン将軍

キューブリックはジョージ・C・スコットに「本番前のウォーミングアップ」として、B-52を解説するシーンで「羽を広げた鶏」をイメージした演技をさせている。彼は「このシーンは絶対に映画では使用しない」と言い包めていたが最終的に映画で使用したため、スコットは「二度とキューブリック作品には出演しない」と誓ったという。
撮影中にキューブリックとスコットは、タージドソン将軍の描写について度々意見が衝突した。キューブリックは意見の相違が起きるとスコットにチェスで勝負を挑み、彼を打ち負かして意見を押し通したという。

### カットされたエンディング
本来、映画のエンディングは「最高作戦会議室で出席者がパイ投げする」というシーンになるはずだったが、諸事情でカットされた。ウォーカーによると、このシーンは「あまりにも多くのパイが投げられ、観客は誰が誰なのか判別できないほどだった」という。
カットされた理由として、キューブリックは1969年のインタビューで「あまりにも極端で、映画の風刺的内容に合わないため」と語っている。サザーンの息子ナイルは、「パイ投げのシーンではキャスト全員が笑っていたため、映画では使用できませんでした。まるで吹雪のようにパイが投げられ、ある意味では迫り来るミサイルの比喩であり、彼らから古き良き時代を感じるでしょう。これは、キューブリックが言ったように『ホメーロスの厄災』なのです」と語っている。

### ケネディ暗殺事件の影響
1963年11月22日にケネディ大統領暗殺事件が発生する。映画は数週間後に公開予定だったが、事件の影響で人々が核戦争を扱ったブラックコメディ映画を観る心境ではなくなったと判断し、公開が1964年1月下旬に延期された。
コング少佐による荷物の点検シーンの最後は、「これならダラスでたっぷり遊べるよ」というものだったが、事件現場がダラスだったため、ピケンズは後から「ベガスでたっぷり遊べるよ」という台詞に吹き替えることになった。また、パイ投げのエンディングがカットされた理由として、事件の影響があったことが指摘されている。このシーンではマフリー大統領が顔面に付いたパイを拭き取った後に、タージドソン将軍が「ジェントルマン!我らが勇敢な若き大統領は、彼（ソ連大使）の首相に撃たれたぞ!」と発言するが、ハーヴェイはこれについて「コロンビア側は、大統領の遺族を怒らせるだろうと危惧していた」と語っている。

## 類似作の公開

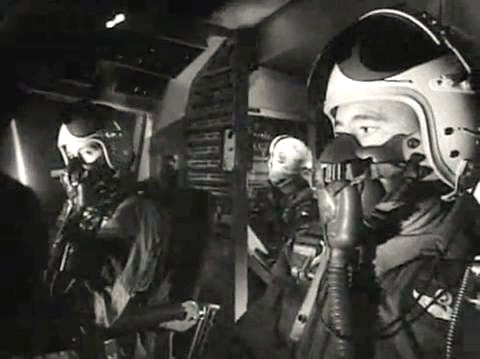
『未知への飛行』のワンシーン

『博士の異常な愛情』と同時期にシドニー・ルメットが監督を務める『未知への飛行』が製作されていた。この映画も『博士の異常な愛情』と同様に「アメリカ空軍の爆撃機が誤指令に基づきソ連を核攻撃する」という内容だったため、キューブリックは両作が競合して興行成績を損なうことを懸念していた。彼が特に懸念していたのは、『未知への飛行』の監督が高い評価を得ているルメットで、キャストがヘンリー・フォンダ、ウォルター・マッソーの一流俳優だったことである。
キューブリックは、『未知への飛行』の原作である『フェイルセーフ』が『破滅への二時間』と同様のプロットであることを理由に、「盗作された」として訴訟を起こした。彼は『未知への飛行』に登場するグロテシェル教授が、ストレンジラヴ博士と類似性があることを主張した（ただし、原作にはストレンジラヴ博士は登場していない）。最終的に両者は和解し、『未知への飛行』は『博士の異常な愛情』の公開から8か月遅れの1964年10月7日に公開されることになった。

## 日本語題
本作の題は長いため、『博士の異常な愛情』と略して呼ばれる事が多い。
この『博士の異常な愛情』という部分は、原題の「Dr. Strangelove」からきている（「strange love」の部分を訳した部分が「異常な愛情」となる）。しかしここでの「Strangelove」とは人名であり、忠実に訳すなら『ストレンジラヴ博士』もしくは『ドクター・ストレンジラヴ』となる。
アメリカ文学者の舌津智之は「strange」を「異常な」と日本語訳したところに着目する。一般的な英和辞書では「strange」には「異常な」の訳は掲載されておらず、「奇妙な」、「不思議な」は有り得ても、「異常な」と日本語訳するのは行き過ぎであろうと主張する。「異常な愛情」という邦題が日本に定着したのには、本作が日本公開された1964年は、安保闘争の記憶も新しく、被爆国民である日本人に「核爆弾を愛する人物」は、「奇妙」や「不思議」といった語では足りず、「異常」であるとみなす良識を持っていたのだろうと推測している。

## 画面サイズ
この作品は劇場公開当時縦横比1:1.85の画面で映写されて来たが、1992年にアメリカのヴォイジャー社でレーザーディスク（いわゆる「クライテリオン」版）が企画された際、1:1.85サイズでテレシネ作業を行った所「画面サイズが違う」とキューブリックからクレームが付いた。曰く「(画面縦横比)1:1.33と1:1.66の2種類を混成で撮影しているので、この違いを出して欲しい」という物である。その指示に沿ってワイドスクリーンの作品で通常黒いマスクを掛けて潰される画面上下にマスクを掛けずに作業がやり直された経緯があり、2年後にコロンビア／トライスターがリマスター版レーザーディスクを発売した際にも「2種類の画面縦横比」は遵守されている。
キューブリックの死後更なるリマスターを経て発売されたDVD及びブルーレイ化ではこのキューブリックの指示は顧みられず、2016年6月のクライテリオン版リマスターブルーレイでは辛うじて1:1.78のワイドテレビでも2種類の縦横比が確認出来るよう図られているが、配給のソニーが発売した盤ではスクイーズ収録・画面縦横比1:1.66～1.78に統一され、同マスターを用いた各種の放送でもこの違いは確認出来ない。この処置で破棄された効果の最たるものは、核爆弾と共にコング少佐が落下して行く場面でビスタサイズの背景に対し1:1.33で撮影された爆弾と少佐がはみ出し、光学合成で人為的に作られたフィクション、あるいはジョークを強く意識させる点である。

## 評価
Rotten Tomatoesでは最高評価映画の一つに選ばれており、支持率99%、平均評価9.1/10となっており、「1964年に作られたスタンリー・キューブリックの華麗な冷戦風刺映画は、今日でも面白く鋭い風刺となっている」と批評されている。Metacriticでは97/100点の評価となっており、アメリカ国立フィルム登録簿に登録されている。
ロジャー・イーバートは本作を「The Great Movies」の一つに選んでおり、「おそらく20世紀最高の風刺映画」と評価している。また、最も称賛されたコメディ映画にも選ばれており、「Sight＆Sound」の映画監督による投票でトップ10の中にランクインしている。2010年にはタイム誌の「ベスト映画100」の一つに選ばれ、2012年にはエンパイア誌の「最高に面白いコメディ映画50本」で17位に選ばれた。アメリカ作家組合は本作の脚本を「歴史上最も優れた映画脚本」の12位に選んでいる。ニューヨーク・マガジンは本作を「オスカー賞を取り損ねたもののなかで最も素晴らしい映画」のひとつに選んだ。

## 受賞
| 賞                           | 部門                                       | 受賞者                                                         | 結果       |
| ---------------------------- | ------------------------------------------ | -------------------------------------------------------------- | ---------- |
| アカデミー賞                 | 作品賞                                     | スタンリー・キューブリック                                     | ノミネート |
| アカデミー賞                 | 監督賞                                     | スタンリー・キューブリック                                     | ノミネート |
| アカデミー賞                 | 主演男優賞                                 | ピーター・セラーズ                                             | ノミネート |
| アカデミー賞                 | 脚色賞                                     | スタンリー・キューブリック ピーター・ジョージ テリー・サザーン | ノミネート |
| 英国アカデミー賞             | 総合作品賞                                 |                                                                | 受賞       |
| 英国アカデミー賞             | 英国作品賞                                 |                                                                | 受賞       |
| 英国アカデミー賞             | 英国脚本賞                                 | スタンリー・キューブリック ピーター・ジョージ テリー・サザーン | ノミネート |
| 英国アカデミー賞             | 英国男優賞                                 | ピーター・セラーズ                                             | ノミネート |
| 英国アカデミー賞             | 外国男優賞                                 | スターリング・ヘイドン                                         | ノミネート |
| 英国アカデミー賞             | 英国アートディレクション賞（モノクロ部門） | ケン・アダム                                                   | 受賞       |
| 英国アカデミー賞             | 国連賞                                     |                                                                | 受賞       |
| 全米脚本家組合賞             | コメディ作品賞                             | スタンリー・キューブリック ピーター・ジョージ テリー・サザーン | 受賞       |
| ヒューゴー賞                 | 映像部門                                   |                                                                | 受賞       |
| ベルギー映画批評家協会       | グランプリ                                 | スタンリー・キューブリック                                     | 受賞       |
| ニューヨーク映画批評家協会賞 | 作品賞                                     |                                                                | ノミネート |
| ニューヨーク映画批評家協会賞 | 監督賞                                     | スタンリー・キューブリック                                     | 受賞       |
| ニューヨーク映画批評家協会賞 | 脚本賞                                     | スタンリー・キューブリック ピーター・ジョージ テリー・サザーン | ノミネート |
| ナストロ・ダルジェント賞     | 外国人監督賞                               | スタンリー・キューブリック                                     | 受賞       |

- AFIアメリカ映画100年シリーズ 〈AFI （American Film Institute）選出〉
  - アメリカ喜劇映画ベスト100 - 第3位
  - アメリカ映画の名セリフベスト100 - 64位「Gentlemen, you can't fight in here! This is the War Room!（「作戦室で戦争は困る!」）」[49]

## 続編構想
キューブリックは本作の続編の構想を抱いており、監督にはテリー・ギリアムを考えていたことが判明している。ギリアムはキューブリックの死後に、彼と交渉のあった人物から続編の話を聞かされたという。サザーンは生前に「Son of Strangelove」と題した脚本の執筆を始めており、物語は核戦争後の地下シェルターに避難した女性たちと、地下シェルターで唯一の男性となったストレンジラヴ博士を描くものだった。
ギリアムはインタビューで、「私はキューブリックの死後に、その話を聞きました。”彼が私と『博士の異常な愛情』を作ることに関心がある”と。私は彼が死ぬまで知りませんでしたが、その話があったことを光栄に思います」と述べている。

## 舞台
2024年10月 - 12月にイギリス ロンドン ウエスト・エンドのノエル・カワード・シアターにて舞台版が上演された。本作の舞台化は初めてである。